# أخبار محلية
في مجال الصحافة يشير تعبير الأخبار المحلية إلى تغطية أخبار الأحداث على الصعيد المحلي والتي لن تمثل عادة أهمية للمناطق الأخرى أو بخلاف ذلك على النطاق الوطني أو الدولي.

## التلفاز
اختيار عدم المشاركة في الأخبار المحلية التليفزيونية يحدث في كثير من الأحيان أثناء الأخبار المسائية الوطنية في برامج التليفزيون أو قبلها أو بعدها. في بعض الدول / المناطق مثل الولايات المتحدة تقدم الأخبار المحلية على قنوات البث التجارية المحلية (وبعضها يكون من شبكات التليفزيون التابعة). وفي بعض الدول الأخرى مثل المملكة المتحدة يتم تقديم معظم الأخبار المحلية على محطة الشبكة المحلية مع مماثلة العلامات التجارية وتصميم الاستوديو لتلك الخاصة بشبكة الأخبار الوطنية. وتشمل الأمثلة على ذلك شبكة بي بي سي نيوز الوطنية وخدماتها الإخبارية الإقليمية مثل بي بي سي الشمال الغربي هذا المساء (على بي بي سي الشمال الغربي) وبي بي سي نيوز لاين (على بي بي سي أيرلندا الشمالية) وأيضًا شبكة أي تي في نيوز الوطنية ومحطاتها الإقليمية بما في ذلك أي تي في جرانادا ويو تي في.

### الاختلافات عن
تغطي الأخبار المحلية إلى حد كبير ما يلي:
- الرياضة المحلية
- الجريمة المحلية والعدالة
- توقعات الطقس المحلية
- الأعمال التجارية المحلية والاقتصاد المحلي
- الأحداث المحلية
- التعليم المحلي
- السياسة المحلية

ولكن الأخبار الوطنية والدولية تتجه إلى تغطية مجموعة أكبر من المحتوى بما في ذلك الأخبار المتعلقة بالمؤسسات المتخصصة من القوى الدولية واسعة النطاق أو النفوذ مثل:
- أسواق الأسهم المالية
- المسابقات الرياضية الوطنية (الدولية)
- الأحداث الحكومية الدولية والسياسية الوطنية (الدولية)
- الأحداث البيئية الإقليمية
- الأحداث الترفيهية / الإعلامية
- الأحداث الخاصة بالعلوم / التكنولوجيا
- الأحداث الخاصة بحركة النقل / الطيران الجوي
- أحداث الدفاع / الأمن